# 蓮塘乳鴨圖
蓮塘乳鴨圖為南宋宋高宗年間江南絲畫家朱克柔的緙絲作品，現藏於上海博物館。
《蓮塘乳鴨圖》縱107.5厘米，横108.8厘米，以彩色絲線描繪春末夏初池塘之景。畫面中青色湖石上緙織「江東朱剛制蓮塘乳鴨圖」款，「克柔」朱文方印；此為朱克柔唯一傳世之巨幅作品（朱克柔存世的其他作品均為冊頁，分別藏於國立故宮博物院與辽宁省博物馆），以合色紗線與长短戗缂，大大增加色彩調和的自然質感與立體層次與紋路，栩栩如生，如水墨畫一般。
此作品原为清末收藏家庞元濟旧藏，其孫庞维谨於1952年连同五件明清缂丝书画一并献捐国家。
2022年12月17至2023年元旦日，《莲塘乳鸭图》於上海博物館四楼第三临展厅展出，為該文物於上海博物館人民广场场馆裡首次公開展出。